# فيروزفور
فيروزبور هي مدينة تقع على ضفاف نهر ستلج في منطقة فيروزبور، في البنجاب بالهند. أسسها السلطان فيروز شاه تغلق (1351-1358)، أحد حكام السلالة التغلقية، الذي حكمت سلطنة دلهي من 1351 إلى 1388.
بعد تقسيم الهند في عام 1947، أصبحت مدينة حدودية على الحدود الهندية الباكستانية، وبها نصب تذكارية لمقاتلي الهند.

## المناخ
| البيانات المناخية لـفيروزفور      | البيانات المناخية لـفيروزفور | البيانات المناخية لـفيروزفور | البيانات المناخية لـفيروزفور | البيانات المناخية لـفيروزفور | البيانات المناخية لـفيروزفور | البيانات المناخية لـفيروزفور | البيانات المناخية لـفيروزفور | البيانات المناخية لـفيروزفور | البيانات المناخية لـفيروزفور | البيانات المناخية لـفيروزفور | البيانات المناخية لـفيروزفور | البيانات المناخية لـفيروزفور | البيانات المناخية لـفيروزفور |
| الشهر                             | يناير                        | فبراير                       | مارس                         | أبريل                        | مايو                         | يونيو                        | يوليو                        | أغسطس                        | سبتمبر                       | أكتوبر                       | نوفمبر                       | ديسمبر                       | المعدل السنوي                |
| --------------------------------- | ---------------------------- | ---------------------------- | ---------------------------- | ---------------------------- | ---------------------------- | ---------------------------- | ---------------------------- | ---------------------------- | ---------------------------- | ---------------------------- | ---------------------------- | ---------------------------- | ---------------------------- |
| متوسط درجة الحرارة الكبرى °م (°ف) | 19 (66)                      | 21 (69)                      | 26 (78)                      | 34 (94)                      | 38 (101)                     | 39 (103)                     | 34 (94)                      | 33 (91)                      | 33 (92)                      | 32 (89)                      | 26 (79)                      | 21 (69)                      | 30 (85)                      |
| متوسط درجة الحرارة الصغرى °م (°ف) | 7 (44)                       | 8 (47)                       | 13 (55)                      | 18 (65)                      | 23 (73)                      | 26 (79)                      | 26 (79)                      | 24 (76)                      | 23 (74)                      | 17 (63)                      | 11 (52)                      | 7 (45)                       | 17 (63)                      |
| الهطول مم (إنش)                   | 20 (0.80)                    | 38 (1.50)                    | 30 (1.20)                    | 20 (0.80)                    | 20 (0.80)                    | 61 (2.40)                    | 229 (9.00)                   | 188 (7.40)                   | 86 (3.40)                    | 5.1 (0.20)                   | 13 (0.50)                    | 20 (0.80)                    | 730.1 (28.8)                 |
| المصدر:                           |                              |                              |                              |                              |                              |                              |                              |                              |                              |                              |                              |                              |                              |

## الدين
وفقًا لتعداد عام 2011، الهندوسية والسيخية هما الديانتان الرئيسيتان في فيروزبور. الأقليات هي المسيحية والإسلام والبوذية والجاينية.
| الدين في فيروزفور | الدين في فيروزفور | الدين في فيروزفور | الدين في فيروزفور | الدين في فيروزفور |
| ----------------- | ----------------- | ----------------- | ----------------- | ----------------- |
| الديانة           | الديانة           |                   | النسبة            | النسبة            |
| الهندوسية         | الهندوسية         |                   | 70.47%            | 70.47%            |
| السيخية           | السيخية           |                   | 26.25%            | 26.25%            |
| المسيحية          | المسيحية          |                   | 2.35%             | 2.35%             |
| الإسلام           | الإسلام           |                   | 0.31%             | 0.31%             |
| أخرى              | أخرى              |                   | 0.61%             | 0.61%             |